# مدرسة شيكاغو (علم الاجتماع)

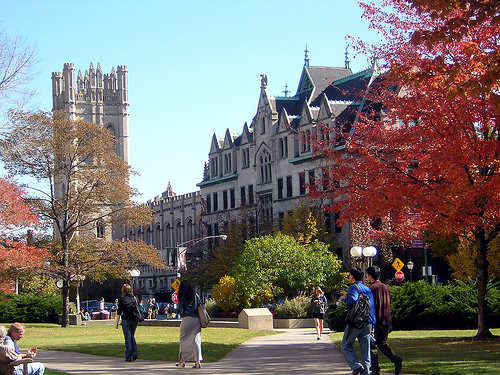
حرم جامعة شيكاغو.

في علم الاجتماع وعلم الجريمة في وقت لاحق، كانت مدرسة شيكاغو (التي يوصف أحيانا بأنها المدرسة البيئية) أول هيئة رسمية ظهرت خلال عشرينيات وثلاثينيات القرن العشرين متخصصة في البحث في علم الاجتماع الحضري من خلال الجمع بين العمل الميداني النظري والإثنوغرافي في شيكاغو.في الوقت الذي يشارك فيه علماء في العديد من جامعات منطقة شيكاغو، يستخدم هذا المصطلح للإشارة إلى قسم علم الاجتماع بجامعة شيكاغو.في أعقاب الحرب العالمية الثانية، نشأت «مدرسة شيكاغو» التي انتهج أعضاءها منهجاً علميا يستخدمون فيه الرمزية التفاعلية بالاقتران مع البحث الميداني (التي يشار إليها اليوم غالبًا بالإثنوغرافيا).ومن أبرز الباحثين في أول مدرسة في شيكاغو نيلس أندرسون، وإرنست بورغيس، وروث شونيل كافان، وإدوارد فرانكلن فريزر، وإيفريت هيوز، ورودريك دي ماكنزي، وجورج هيربرت ميد، وروبرت بارك، وولتر سي ريكليس، وإدوين ساذرلاند، ووي توماس. [1] ، فريدريك ثراشر، لويس ويرث، وفلوريان زنانيكي. الناشطة، عالمة اجتماعية، وحائزة جائزة نوبل للسلام، جين أدامز، أقامت علاقات وثيقة مع بعض أعضاء مدرسة علم الاجتماع في شيكاغو وحافظت عليها.

## مناقشة
تشتهر مدرسة شيكاغو بالعمل على علم الاجتماع الحضري وبتطوير النهج التفاعلي الرمزي، ولا سيما من خلال عمل هربرت بلومر. وقد ركز على السلوك البشري الذي تشكله البنى الاجتماعية والعوامل البيئية المحيطة، وليس الخصائص الجينية والشخصية.قبل علماء الأحياء وعلماء الأنثروبولوجيا نظرية التطور كدليل على أن الحيوانات تتكيف مع بيئاتها. كما هو مطبق على البشر الذين يعتبرون مسؤولين عن مصائرهم الخاصة، يعتقد أعضاء المدرسة أن البيئة الطبيعية، التي يسكنها المجتمع، هي عامل رئيسي في تشكيل السلوك البشري، وأن المدينة تعمل بمثابة مختبر مصغر: «في هذه العظيمة المدن، حيث يتم إطلاق جميع المشاعر، وجميع طاقات البشرية، ونحن في وضع يمكننا من التحقيق في العملية الحضرية، كما لو كانت تحت المجهر.»
كان عمل فريدريك إي. كليمينتس (1916) مؤثرًا بشكل خاص. اقترح أن مجتمع النباتات هو كائن حيوي، وأن هذه المجتمعات تتطور في نمط ثابت من المراحل المتعاقبة من البداية إلى مرحلة الذروة أو إلى حالة التوازن الذاتي التنظيم. وقياسا على ذلك، يولد الفرد في المجتمع الإنساني وينمو وينضج ويموت، ولكن المجتمع الذي يسكنه الفرد يستمر في النمو ويظهر خصائص أكبر من مجموع خصائص الأجزاء (الافراد). 

وقد ركز أعضاء المدرسة على مدينة شيكاغو كهدف لدراستهم، وبحثًا عن دليل في ما إذا كان التحضر (Wirth: 1938) وتنامي الحراك الاجتماعي هي أسباب المشكلات الاجتماعية المعاصرة.في الأصل، كانت شيكاغو لوحة نظيفة، بيئة مادية فارغة. وفي عام 1860 كانت شيكاغو مدينة صغيرة يبلغ عدد سكانها 10000 نسمة.ومن ثم كان هناك نمو كبير بعد حريق عام 1871. وبحلول عام 1910، تجاوز عدد السكان هذه المدينة مليوني نسمة. وكانت الزيادة السكانية السريعة التي اتت نتيجة لتدفق المهاجرين قد ادت إلى زياد معدلات التشرد (أندرسون: 1923). بالإضافة إلى سوء ظروف السكن، وظروف العمل السيئة المبنية على أساس الأجور المنخفضة والساعات الطويلة. ولكن بالتساوي، يؤكد كل من توماس وزنانكي (1918) على أن الحرية المفاجئة للمهاجرين المنطلقة من ضوابط أوروبا إلى المنافسة غير المقيدة للمدينة الجديدة كانت مصدر ديناميكية النمو في المدينة. انظر أيضا أطروحة النوافذ المكسورة. 
بالنسبة لتوماس، كان على المجموعات نفسها أن تعيد صياغة نفسها وتعيد بناء نفسها لتزدهر. اما بيرجس فقد درس تاريخ التنمية وخلص إلى أن المدينة لم تنمو على الحواف.و وجود بحيرة ميشيغان حال دون التطويق الكامل، إلا أنه افترض أن جميع المدن الرئيسية سوف تتشكل يتوسع من الداخل أي من المركز في حلقات متحدة المركز والتي وصفها بأنها مناطق، أي منطقة الأعمال في المركز، ومنطقة العشوائيات (تسمى المركز في المراحل الانتقالية ودرسها ويرث: 1928، Zorbaugh: 1929، و Suttles: 1968) تكون حول المنطقة الوسطى، اما منطقة منازل العمال فأبعد، المنطقة السكنية تكون خارج هذه المنطقة، ثم قسم البنغل - البيوت ذات الطابق الواحد- ومحطات المسافر على الاطراف. وتحت تأثير البيون سمول، قام البحث في المدرسة باستخراج للبيانات الرسمية بما في ذلك تقارير التعداد وسجلات الإسكان / الرعاية وأرقام الجريمة، وترتبط البيانات مكانياً بالمناطق الجغرافية المختلفة للمدينة. قام شاو ومكاي بإنشاء خرائط: 
- خرائط فورية لتوضيح موقع مجموعة من المشاكل الاجتماعية مع التركيز الأساسي على مشاكل الأحداث
- خرائط الأسعار التي قسمت المدينة إلى كتلة ميل مربع واحد وأظهرت السكان حسب العمر والجنس والعرق، الخ
- خرائط المناطق التي أظهرت أن المشاكل الرئيسية تكون غالبا في وسط المدينة.

طور توماس أيضًا تقنيات التقارير الشخصية وتاريخ الفرد لتوفير ميزاني موضوعي للتحليل. يُنسب الفضل إلى بارك وبورغيس وماكنزي في إضفاء الطابع المؤسسي على علم الاجتماع إن لم يكن تأسيسه.كما أنهم يتعرضون للانتقاد بسبب نهجهم التجريبي والمثالي بشكل مفرط في دراسة المجتمع، ولكن مواقفهم وأحكامهم المسبقة في السنوات التي تلت الحرب كانت معيارية. ثلاث سمات واسعة تميزت هذه الفترة الديناميكية لدراسات شيكاغو: 
1. ثقافة التواصل والصراع. نشأ هذا عن توماس وزنانكي (1918) الذي درس كيف تتفاعل المجموعات العرقية وتتنافس في عملية تنامي المجتمع والتحول المؤسسي (هيوز وهيوز: 1952). جزء مهم من هذا العمل يتعلق بالأميركيين الأفارقة. شكل عمل فرانكلين فرايزر (1932) ودريك وكايتون (1945) صورة أمريكا البيضاء عن المجتمعات السوداء لعقود.
2. التنامي في المؤسسات المجتمعية كأصحاب المصلحة والجهات الفاعلة في انحسار وتدفق الجماعات العرقية. درس كريسي (1932) قاعة الرقص وخدمات الترفيه التجارية، درس كينشولو (1938) تتابع الكنيسة، ودرست جانويتز (1952) الصحافة المجتمعية، ودرس هيوز (1979) مجلس إدارة العقارات.
3. سياسة المدينة. كان التزام مريم بسياسات الإصلاح العملي يقابله غوسنيل الذي بحث في التصويت وأشكال أخرى من المشاركة السياسية. غوسنيل (1935)، ويلسون (1960)، غريمسو (1992) درسوا السياسة الأمريكية الأفريقية، وبانفيلد وويلسون (1963) وضعوا سياسة مدينة شيكاغو في سياق أوسع.

تشتهر المدرسة بنظريات ثراسر وفرازييه وسذرلاند في الثقافات الفرعية، ولتطبيق مبادئ الإيكولوجيا لتطوير نظرية الفوضى الاجتماعية التي تشير إلى عواقب فشل: 
- المؤسسات الاجتماعية أو المنظمات الاجتماعية بما في ذلك الأسرة، المدارس، الكنيسة، المؤسسات السياسية، الشرطة، الأعمال، إلخ في المجتمعات و / أو الأحياء المحددة، أو في المجتمع ككل؛
- والعلاقات الاجتماعية التي تشجع التعاون بين الناس.

وقد عرّف توماس الاختلال الاجتماعي بأنه «عدم قدرة الحي -المجتمعات الصغيرة- على حل مشاكله معًا» مما يوحي بمستوى معين من الأمراض الاجتماعية والفوضى الشخصية، لذا فإن مصطلح «التنظيم الاجتماعي التفاضلي» كان مفضّلًا لدى الكثيرين، وربما كان مصدرًا لساذرلاند. (1947) نظرية جمعية التفاضل.وقد قدم الباحثون تحليلا واضحا مفاده أن المدينة هي مكان تكون فيه الحياة سطحية، حيث يكون الناس مجهولي الهوية، حيث تكون العلاقات مؤقتة والصداقة كذلك وتكون الروابط الأسرية ضعيفة.لقد لاحظوا إضعاف العلاقات الاجتماعية الأولية وربطوا ذلك بعملية الفوضى الاجتماعية (مقارنة مع مفهوم الشذوذ، ونظريات الضغط التعليمية). 

## علم البيئة والنظريات الاجتماعيات
يجادل فاسيشته وسلون أنه في حين أنه من المغري رسم تشابهات بين الكائنات الحية في الطبيعة والحالة البشرية، تكمن المشكلة في الاختزال، بمعنى أن علم البيولوجيا مبسط إلى قواعد يتم تطبيقها آنذاك ميكانيكياً لشرح نمو وديناميات المجتمعات الإنسانية. الصعوبات الأساسية هي في التعريف. إذا كان المجتمع عبارة عن مجموعة من الأفراد الذين يسكنون نفس المكان، فهل المجتمع هو مجرد مجموع الأفراد وأنشطتهم، أم أنه أكثر من مجرد تجمع الأفراد؟هذا أمر بالغ الأهمية في تخطيط البحث في التفاعلات المجموعة. هل سيكون البحث فعالا إذا تم التركيز على الأفراد الذين يشكلون مجموعة، أم أن المجتمع نفسه هو موضوع بحث مناسب بشكل مستقل عن الأفراد الذين يؤلفونه؟إذا كانت الأولى، فإن البيانات المتعلقة بالأفراد سوف تشرح المجتمع، ولكن إذا كان المجتمع يؤثر بشكل مباشر أو غير مباشر على سلوك أعضائه، فيجب عندئذٍ أن يأخذ البحث في اعتباره أنماط وعمليات المجتمع المختلفة عن الأنماط والعمليات في مجموعات الأفراد.لكن هذا يتطلب تعريفًا وتمييزًا بين «النمط» و «العملية». من السهل نسبياً قياس ومراقبة البنى والأشكال والأنماط، ولكنها ليست أكثر من دليل على العمليات والمهام الأساسية التي تشكل القوى الاساسية والحقيقية في الطبيعة والمجتمع.أرادت مدرسة شيكاغو تطوير أدوات يمكن من خلالها البحث ثم تغيير المجتمع من خلال توجيه وكالات التخطيط والتدخل الاجتماعي. واعترفت بأن التوسع الحضري لم يكن عشوائيا ولكنه خاضع لسيطرة شديدة من القوى على مستوى المجتمعات المحلية مثل قيمة الأرض ومراسيم تقسيم المناطق وخصائص المناظر الطبيعية وممرات التوزيع والطوارئ. وقد وصفت هذه بأنها الإيكولوجية لأن العوامل الخارجية لم تكن فرصة ولا قصد، بل نشأت من القوى الطبيعية في البيئة التي تحد من العلاقات المكانية والزمنية التكيفية بين الأفراد.سعت المدرسة إلى استنباط أنماط من دراسة التفاعلات الاجتماعية، بدلاً من إسناد هذه التفاعلات إلى الأنماط المرصودة والأنماط الظاهرة .

## خاتمة
كان مشروع منطقة شيكاغو هو محاولة عملية من قبل علماء الاجتماع لتطبيق نظرياتهم في المختبر أي المدينة.وأظهر البحوث لاحقا أن البطولات الرياضية للشباب وبرامج الترفيه والمعسكر الصيفي تعمل بشكل أفضل مع التخطيط الحضري وتوفر بدائل عن السجن كسياسة لمكافحة الجريمة.مثل هذه البرامج هي غير تنظيمية وغير مستدامة، وهي تفشل عندما لا تقدم الحكومة المحلية أو المركزية التزامًا ماليًا مستدامًا بها. على الرغم من الإدراك المتأخر، إلا أن محاولات مدرسة شيكاغو لوضع خريطة للجريمة قد تكون قد أحدثت بعض التشوهات، وكان عملها مهما عندما ابتعدت عن دراسة النمط والمكان كدراسة الوظيفة والحجم. وإلى هذا الحد، كان مثل هذه المنهجية ذات الجودة العالية تمثل أفضل العلوم المتاحة للباحثين في ذلك الوقت. 
كانت نظرية التنظيم الاجتماعي نفسها علامة بارزة، عندما كانت تركز على غياب أو انهيار آليات الرقابة الاجتماعية، وهناك روابط واضحة مع نظرية الرقابة الاجتماعية.في أسباب الانحراف (1969) ذكر ترافيس هيرشتي أن التباين في السلوك المتأصل بين الشباب يمكن تفسيره من خلال الاختلافات في أبعاد الروابط الاجتماعية، أي الارتباط بالآخرين، والالتزام بالأهداف التقليدية، وقبول المعايير الأخلاقية التقليدية أو المعتقدات، والمشاركة في الأنشطة التقليدية. كلما زادت الروابط الاجتماعية بين الشباب والمجتمع، قلت احتمالية المشاركة في الانحراف.عندما يتم تجميع الروابط الاجتماعية للنماذج والقيم والمؤسسات التقليدية للشباب في بيئة معينة، فإنهم يقيسون الكثير من الظواهر نفسها من خلال مفاهيم مثل العلاقات الوشائجية أو التكامل الاجتماعي. لكن حقيقة أن هذه النظريات تركز على غياب السيطرة أو الحواجز أمام التقدم، يعني أنها تتجاهل الضغوط المجتمعية والقيم الثقافية. يجادل منظّرون أكثر حداثة مثل إمبي (1967) بأن نظام القيم والأعراف والمعتقدات يمكن أن يكون غير منظم بمعنى أن هناك صراعات بين القيم والأعراف والمعتقدات ضمن ثقافة سائدة ومشتركة على نطاق واسع. وبينما يدين المواطنون الملتزمون بالقانون بشكل عام الجريمة، إلا أنهم قد يحترمون ويعجبون بالمجرم الذي يخاطر وينخرط في أنشطة مثيرة وخطيرة. إن تصوير المجتمع كمجموعة من المجموعات المتميزة اجتماعياً ذات وجهات نظر فرعية متميزة تقود بعض هذه الجماعات إلى صراع مع القانون هو شكل آخر من أشكال الفوضى الثقافية، ويسمى عادةً الصراع الثقافي. 
تستخدم الإصدارات الحديثة من النظرية أحيانًا مصطلحات مختلفة للإشارة إلى نفس العمليات السببية الإيكولوجية. على سبيل المثال، افترض Crutchfield و Geerken و Gove (1982: 467-482) أن التكامل الاجتماعي للمجتمعات المحلية يكبح من عملية التحول للسكان، ويقدم أدلة داعمة في تفسير التباين في معدلات الجريمة بين المدن. كلما زادت حركن السكان في المدينة، كلما ارتفعت معدلات الجريمة. هذه الحجج مطابقة لتلك التي اقترحها منظري الفوضى الاجتماعية والدليل المؤيد لها هو غير مباشر مثل الأدلة التي استشهد بها منظري الفوضى الاجتماعية ولكن من خلال الإشارة إلى التكامل الاجتماعي بدلاً من التفكك والفوضى، ولكن هذا البحث لم يكن على نفس الدرجة التي كان عليها نقد نظريج الفوضى الاجتماعية.